# Philophthalmus gralli
Philophthalmus gralli är en plattmaskart. Philophthalmus gralli ingår i släktet Philophthalmus och familjen Philophthalmidae. Inga underarter finns listade i Catalogue of Life.